# Jan Jaworski (komunista)
Jan Jaworski pseud. Tajny (ur. 5 listopada 1888 w Warszawie, zm. 22 maja 1962 w Mińsku) – działacz polskiego i rosyjskiego ruchu komunistycznego, komisarz polityczny Armii Czerwonej.
Był samoukiem, z zawodu giserem. W 1904 wstąpił do SDKPiL, kolportował nielegalną literaturę. Od 1905 w Drużynie Bojowej SDKPiL drużyny Wola, 1 V 1905 ochraniał pochód SDKPiL przez Aleje Jerozolimskie. Brał udział w akcjach przeciw agentom ochrany i członkom Czarnej Sotni. II-IV 1904 i V-X 1905 był więziony. 21 IV 1906 aresztowany pod zarzutem przechowywania materiałów wybuchowych i osadzony w Cytadeli Warszawskiej, potem zesłany do guberni wołogodzkiej (do 1909). Po zwolnieniu wrócił do Warszawy.
Podczas I wojny światowej przebywał w Rosji, w lutym 1917 wstąpił do SDPRR(b) z zaliczeniem stażu partyjnego od 1904. Podczas rewolucji lutowej był agitatorem-propagandzistą i uzbrajał zrewoltowanych robotników fabrycznych. Brał udział w rewolucji październikowej w Moskwie. Członek Komitetu Rewolucyjnego moskiewskiej dzielnicy Sucharewka i organizator Czerwonej Gwardii w Moskwie. Od 1918 był mistrzem giserskim na kolei w Homlu, 1919–1920 sekretarz Komitetu Powiatowego (KP) Komunistycznej Partii (bolszewików) Białorusi (KP(b)B) w Pińsku. Brał udział w wojnie domowej w Rosji służąc w aparacie politycznym Armii Czerwonej. IV 1920 mianowany komisarzem Frontu Zachodniego ds. jeńców i uchodźców. W latach 1922–1924 był m.in. komisarzem politycznym 27 Dywizji Strzelców Armii Czerwonej; sprawował też inne funkcje dowódcze w armii ZSRR, 1925–1928 był zastępcą dyrektora rejonowego działu handlu i naczelnikiem ochrony lasów Białoruskiej SRR w Mińsku. Od 1948 na rencie dla zasłużonych. Odznaczony m.in. Orderem Lenina i Orderem Czerwonego Sztandaru.